# Исахая, Хидэо
Хидэо Исахая (яп. 諫早 英雄 Исахая Хидэо, 26 апреля 1922 — 28 февраля 2007) — японский землевладелец и благотворитель, 20-й глава рода Исахая. 

## Биография
Родился 26 апреля 1922 года в деревне Исахая (ныне город Исахая) в семье крупного землевладельца Фудзио Исахаи (1897—1947) и Саёко Мацудайры (1901—1947), дочери политика Ясутами Мацудайры. В 1923 году Хидэо унаследовал титул барона (дансяку) от отца и владел им вплоть до новой конституции 1947 года.
Согласно данным отчёта Управления сельского хозяйства за июнь 1924 года «Крупные землевладельцы с площадью от 50 тё», на тот момент ещё юный Хидэо владел 97,7 тё рисовых полей, 23,3 тё суходольных полей, а всего 121 тё (около 120 га) пахотных земель. По площади земель он занимал 4-е место среди крупнейших землевладельцев префектуры Нагасаки. Его основные владения располагались в 10 деревнях уезда Китатакаки, а число фермеров-арендаторов составляло 530 семей.
Был первым председателем комитета по образованию города Исахая. Кроме того, передал городу Исахая земли для парка Исахая, парка Дзёяма, старшей школы Исахая и детского сада Исахая, а также исторические документы, включая семейные архивы рода Исахая.
Был сторонником школы Сото-сю. Владел недвижимостью в городе Исахая, в кварталах Хакусан-Готэн района Бункё и Мацубара района Сэтагая города Токио.

## Семья
Был женат на Сигэко Гамо (1913—1985), дочери Асая Гамо. Их дочь, Митико Исахая (род. 1954), переводчик и гомеопат.